# Théophile Thoré-Bürger
Étienne-Joseph-Théophile Thoré (bedre kendt som Théophile Thoré-Bürger) (23. juni 1807-30. april 1869) var en fransk journalist og kunstkritiker. Han er i dag bedst husket for at have genopdaget den nederlandske maler Johannes Vermeer, såvel som vigtige værker af andre store kunstnere.

## Biografi
Thoré-Bürger blev født i La Flèche. Hans start som kunstkritiker påbegyndtes i 1830erne, men han var tillige også aktiv som politisk kritisk journalist. I marts 1848 grundlagde han La Vraie République, en avis som dog hurtigt blev forbudt og lukket af Louis-Eugène Cavaignac. Et år senere, i marts 1849, grundlagde han endnu en avis, Le Journal de la vraie République, hvilke også hurtigt blev forbudt og lukket. Thoré-Bürger gik dernæst i eksil i Brussels, hvorfra han fortsatte med at udgive artikler, men nu under pseudonymet William Bürger. Han vendte først tilbage til Frankrig efter den generelle amnesti i 1859. Han døde i Paris ti år senere.
Thoré-Bürger er i dag bedre kendt for hans arbejde med kunsthistorie og for at genoplive interessen for Johannes Vermeer, for at have genfundet flere af hans malerier, såvel som malerier af flere andre prominente hollandske malere, så som Frans Hals, Carel Fabritius og andre. Thoré-Bürgers interesse for Vermeer blev vækket da han i 1842 så maleriet Udsigt over Delft i Mauritshuis i Haag. Vermeer var da ganske ukendt, men Thoré-Bürger blev selv så opvakt af maleriet at han derefter brugte adskillige år, før hans eksil, til at lede efter andre Vermeer-malerier. Han publicerede til slut et katalog og beskrivelse over Vermeers malerier, omen en del af de malerier han her tilskrev Vermeer, senere har vist sig at være udført af andre malere.

## Publikationer, i udvalg
- Dictionnaire de phrénologie et de physiognomonie, à l'usage des artistes, des gens du monde, des instituteurs, des pères de famille, des jurés, etc., 1836 Kan læses online (PDF)
- La Vérité sur le parti démocratique, 1840 Kan læses online (PDF)
- Catalogue de dessins des grands maîtres, provenant du cabinet de M. Villenave, 1842
- Le Salon de 1844, précédé d'une lettre à Théodore Rousseau, 1844
- Dessins de maîtres, Collection de feu M. Delbecq, de Gand, 1845 Kan læses online (PDF)
- Catalogue des estampes anciennes formant la collection de feu M. Delbecq, de Gand, 1845 Kan læses online (PDF)
- La Recherche de la liberté, 1845
- Le Salon de 1845, précédé d'une lettre à Béranger, 1845
- Le Salon de 1846, précédé d'une Lettre à George Sand, 1846 Kan læses online (PDF)
- Le Salon de 1847, précédé d'une Lettre à Firmin Barrion, 1847 Kan læses online (PDF)
- Mémoires de Caussidière, ex-préfet de police et représentant du peuple, with Marc Caussidière, 2 vol., 1849 Kan læses online (PDF): 1, 2
- La Restauration de l'autorité, ou l'Opération césarienne, 1852
- Dans les bois, 1856
- En Ardenne, par quatre Bohémiens. Namur, Dinant, Han, Saint-Hubert, Houffalize, La Roche, Durbuy, Nandrin, Comblain, Esneux, Tilf, Spa, in samarbejde med andre forfattere, 1856
- Trésors d'art exposés à Manchester en 1857 et provenant des collections royales, des collections publiques et des collections particulières de la Grande-Bretagne, 1857
- Amsterdam et La Haye. Études sur l'école hollandaise, 1858
- Çà & là, 1858
- Musées de la Hollande, 2 vol., 1858–1860
- Études sur les peintres hollandais et flamands. Galerie d'Arenberg, à Bruxelles avec le catalogue complet de la collection, 1859
- Musée d'Anvers, 1862
- Trésors d'art en Angleterre, 1862
- Van der Meer (Ver Meer) de Delft, 1866

### Udgivet posthumt
- Les Salons : études de critique et d'esthétique, 3 vol., 1893
- Thoré-Bürger peint par lui-même : lettres et notes intimes, 1900 Kan læses online (PDF)

1. ↑  Navnet er anført på engelsk og stammer fra Wikidata hvor navnet endnu ikke findes på dansk.